# Chydorus
Chydorus — рід дрібних ракоподібних родини Chydoridae.

## Класифікація
Рід був описаний у 1816 році Вільямом Елфордом Лічем.
Має космополітичне поширення.
Види включають: 
- Chydorus rylovi Mukhamediev, 1963 р
- Chydorus sinensis Frey, 1987
- Chydorus sphaericus (OF Müller, 1776)

## Галерея

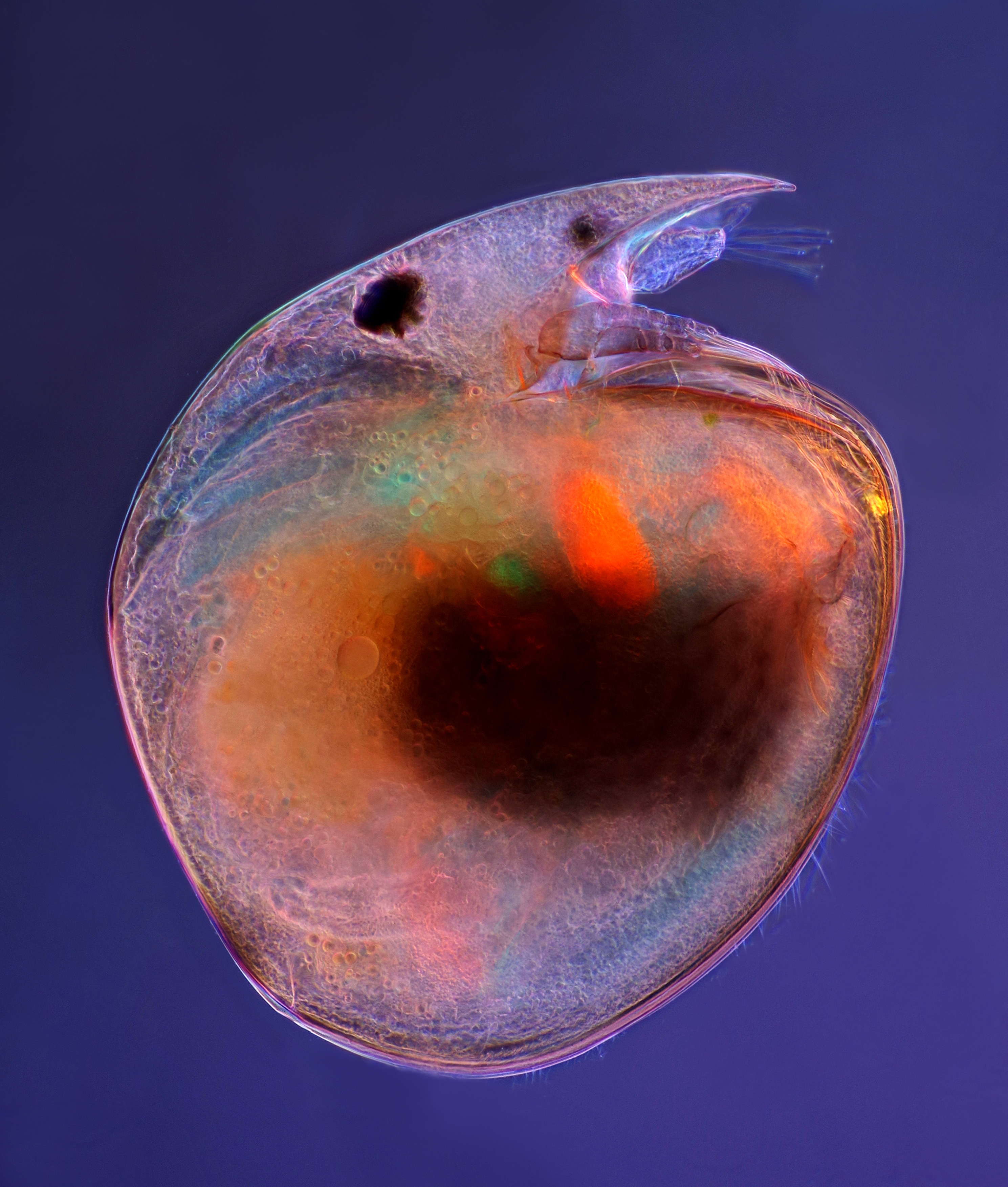